# Andover (Nueva York)
Andover es un pueblo ubicado en el condado de Allegany en el estado estadounidense de Nueva York. En el año 2000 tenía una población de 1945 habitantes y una densidad poblacional de 19 personas por km².

## Geografía
Andover se encuentra ubicado en las coordenadas 42°9′15″N 77°47′42″O / 42.15417, -77.79500.

## Demografía
Según la Oficina del Censo en 2000 los ingresos medios por hogar en la localidad eran de $34 107, y los ingresos medios por familia eran $40 341. Los hombres tenían unos ingresos medios de $30 742 frente a los $21 012 para las mujeres. La renta per cápita para la localidad era de $19 273. Alrededor del 10.4% de la población estaban por debajo del umbral de pobreza.